# Mesoleuca ruficilliata
Mesoleuca ruficilliata là một loài bướm đêm trong họ Geometridae.